# Ricardo Vicente
Ricardo Silva Vicente (30 de janeiro de 1984) é um político português. Foi deputado à Assembleia da República na XIV legislatura pelo Bloco de Esquerda. Tem uma licenciatura e mestrado em Engenharia Agronómica.